# 姉内駅
姉内駅（あねないえき）は、樺太真岡郡広地村に存在した樺太庁鉄道西海岸線の駅。

## 歴史
- 1936年（昭和11年）9月1日：開業[1]。
- 1941年（昭和16年）12月1日：駅休止。
- 1943年（昭和18年）4月1日：南樺太の内地化により、鉄道省に移管。同時に駅廃止。

## 駅名の由来
当駅の所在する地名（地名の方の表記は「姉苗」）からであり、地名はアイヌ語の「アンネ・ナイポ」（健康な小沢）、「アネ・ナイ」（細い川、小川）による。

## 隣の駅
樺太庁鉄道
西海岸線
多蘭泊駅 - 姉内駅 - 大穂泊駅